# Seznam švicarskih filozofov
Seznam švicarskih filozofov.

## A
- Henri-Frédéric Amiel
- Richard Avenarius (nemško-švicarski)

## B
- Karl Barth (1886—1968)
- Hans Urs von Balthasar (1905—1988)
- Charles Bonnet
- Alain de Botton (*1969)
- Aron Ronald Bodenheimer (1923-2011)

## C
- Jean Calvin (1509-1564)
- Benjamin Constant (1767-1830)

## E
- Thomas Erastus

## H
- Jeanne Hersch (1910-2000)

## J
- Karl Jaspers (nem.-švic.)
- Carl Gustav Jung (1875-1961)

## K
- Ludwig Klages (1872–1956) (nemško-švicarski)
- Hans Küng (1928-2021)

## L
- Johann Heinrich Lambert (1728-1777)
- Johann Kaspar Lavater

## M
- Jean-Paul Marat (1743–1793)
- Anton Marty
- Johann Bernhard Merian

## P
- Paracelzij (1493-1541)
- Hans A. Pestalozzi (1929-2004)
- Johann Heinrich Pestalozzi (1746-1827)
- Jean Piaget (1896-1980)

## R
- Jean-Jacques Rousseau (1712-1778)

## S
- Frithjof Schuon (1907-1998) (rojen v Baslu)
- Francesco Soave (švic.-it.)
- Rudolf Steiner (1861-1925)

## T
- Ignaz Paul Vital Troxler (1780-1866)

## U
- Ernst Uehli

## Z
- Walther Christoph Zimmerli  (*1945) (švicarsko-nemški)